# Chernocaris placunae
Chernocaris placunae är en kräftdjursart som beskrevs av Johnson 1967. Chernocaris placunae ingår i släktet Chernocaris och familjen Palaemonidae. Inga underarter finns listade i Catalogue of Life.